# Achraf Baznani

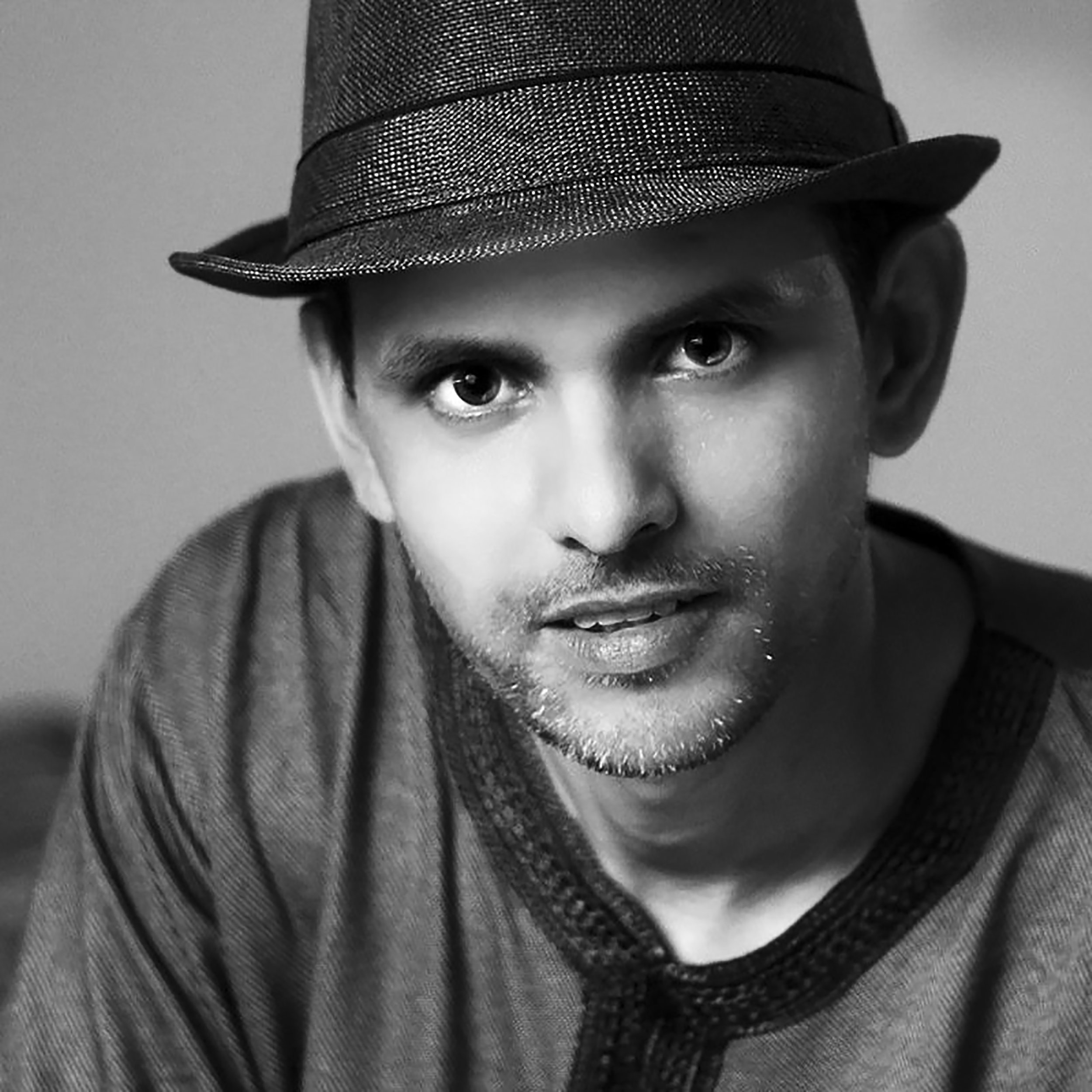
Achraf Baznani

Achraf Baznani (Ašraf Baznānī), (Marrakesh, 1979) is een Marokkaans artiest, filmmaker en fotograaf.

## Biografie
Baznani begon door toeval met fotografie, hij kreeg een Kodak Ektra compact 250 camera voor zijn verjaardag toen hij een tiener was. Baznani heeft is autodidact. Hij heeft verschillende korte films en documentaires gemaakt. Waaronder Walk in 2006 en The Forgotten in 2007. In datzelfde jaar kreeg The Immigrant verschillende nationale en international prijzen.
Baznani is vooral bekend doordat hij de eerste artiest in de Arabische wereld is die een fotoboek gebaseerd op surrealistische beeldspraak publiceerden. Zijn beide boeken, Through My Lens en Inside My Dreams zijn omvatten surrealistische foto's. Baznani plaatste zichzelf in foto's van alledaagse objecten, scènes en grappige situaties.
Zijn werk werd wereldwijd gebruikt in verschillende tijdschriften, zoals PicsArt, Mambo, Photo+, Amateur Photographer, Fotografie Melhor, en Digital Photo magazine.
In 2014 rondee hij zijn project 52 Project af, een persoonlijke missie waarin hij een jaar lang elke week een foto van zichzelf nam.
Verschillende kunstenaars beïnvloedden zijn werk, André Breton, Salvador Dalí, Tim Burton, David Lynch.

## Tentoonstellingen
2021
- Message In | Out of the Bottle, Cube Gallery, Patras, Greece
- The International Surrealism Now Exhibition, Figueira da Foz, Portugal

2020
- "Corona Call" – Fotografie aus Afrika und Europa, Berlin
- NICHT MUSEUM ZEITGEMÄßER KUNST, Dresden

2019
- Budapest Art Market, Boedapest, Hongarije
- Gender Equality, Boedapest, Hongarije

2018
- Africa Photo Festival, New York
- Everything but the girl, Patras, Greece

2017
- Artmuc 2017, München, Duitsland
- Fine Art, Blank Art Gallery, Athene, Griekenland
- Nordart, Duitsland
- Biennale di Peschiera del Garda
- Colección Arte Al Límite, Sin Límites, Santiago, Chile
- Fare|Fair, Patras, Griekenland

2016
- International Surrealism Now, Coimbra, Portugal
- Park Art Fair International 2016, Triberg, Duitsland
- Männer, Gräfelfing, Duitsland
- Inside my Dreams, Solo Exhibition, Rabat, Marokko[7]
- Abidjan, Ivoorkust[8]

2015
- "Colourbrust", PH21 Gallery, Boedapest, Hongarije
- Park Art Fair International 2015, Triberg, Duitsland
- Gallery Globe, Adisson, Texas, Verenigde Staten
- Digital Private Exhibition Louvre Museum, Parijs, Frankrijk[9]
- My Small World, Solo Exhibition, Marrakesh, Marokko[10]

## Prijzen
- 2018: Fine Art Photography Award 2017-2018, Conceptual nominee, London
- 2017: International Award Galileo Galilei, Pisa, Italië
- 2017: Fine Art Photography Awards - Achraf Baznani Nominee in Conceptual
- 2017 : Silver Medal, One Hundred Arab Photographers Award
- 2017 : Biafarin Award, Nordart 2017, Germany[11]
- 2017 : PX3 - The Paris Photography Prize, Bronze
- 2016: Honorable mention in Park Art Fair International[12]
- 2016: 1ste prijswinnaar – Golden Ribbon in een wedstrijd van online fototijdschrift Notindoor[13]
- 2016: Golden Orchid Grand Prize
- 2016: International Prize Colosseo, Rome, Italië[14]
- 2016: Kunst Heute Award, Duitsland[15][16]
- 2016: Honorable mention in Park Art Fair International[12]
- 2016: 1ste prijswinnaar – Golden Ribbon in een wedstrijd van online fototijdschrift Notindoor[13]
- 2016: Golden Orchid Grand Prize
- 2016: International Prize Colosseo, Rome, Italië[14]
- 2016: Kunst Heute Award, Duitsland[15][16]
- 2015: Beste van de show in Park Art Fair International
- 2015: Merit in Sydney International Exhibition of Photography
- 2015: 1ste prijs in B2zone art contest, Zwitserland

## Leerboeken
- History of Surrealism. Edilivre, Franje 2018, ISBN 978-2-414-21510-2

## Galerij

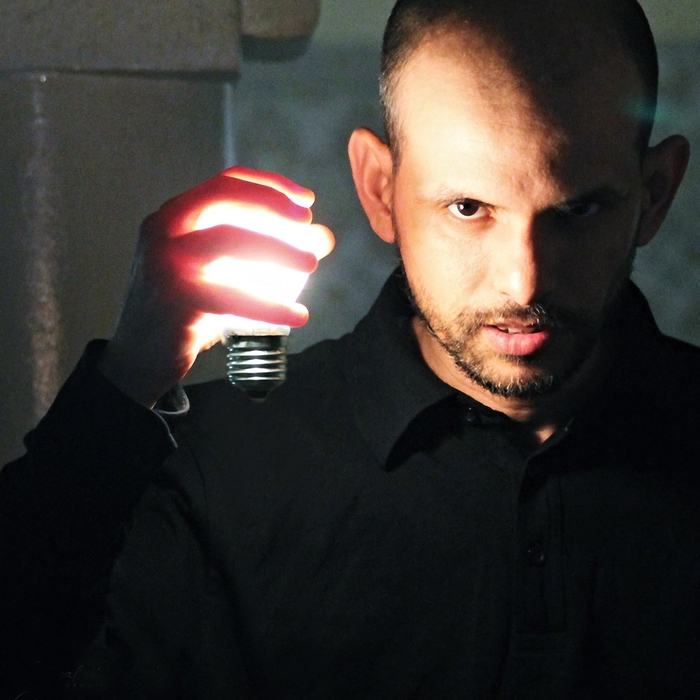
Zelfportret
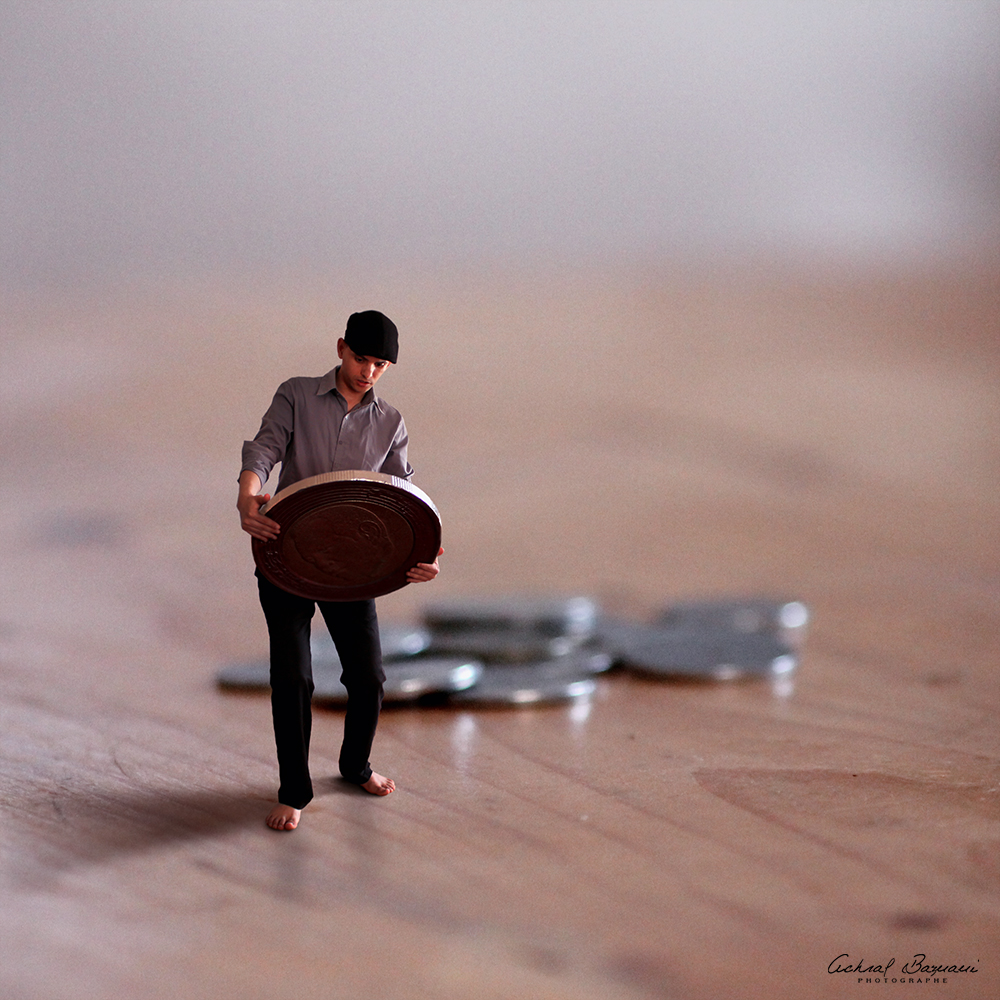
Coin
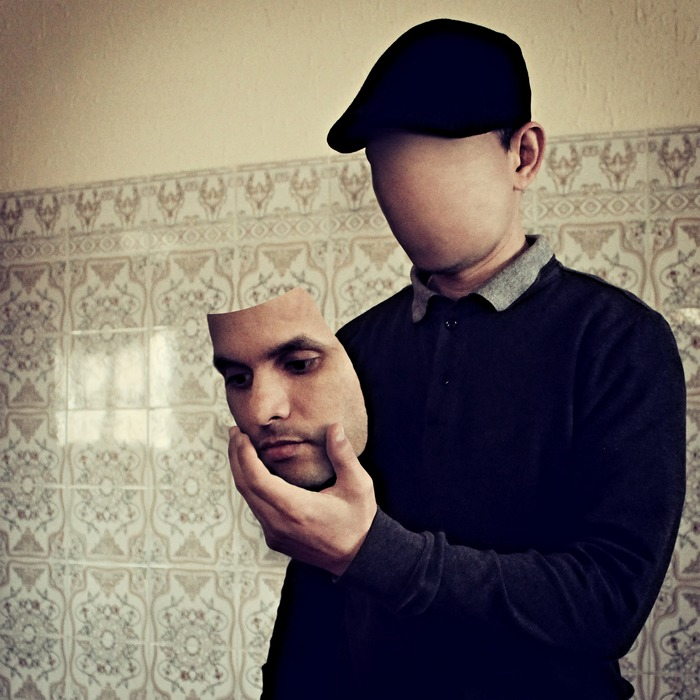
The real me